# Tell Me There's a Heaven
Tell Me There's a Heaven is een nummer van de Britse zanger Chris Rea uit 1990. Het is de derde single van zijn tiende studioalbum The Road to Hell.
De inspiratie voor het nummer kwam van Rea's 6-jarige dochter Josephine. Zij schrok van een nieuwsbericht over onrust in Zuid-Afrika waarin te zien was dat een man levend werd verbrand. Rea wist niet wat hij tegen Josephine moest zeggen over deze beelden, dus zei hij dat de verbrande man naar de hemel was gegaan. Josephine begon vragen te stellen als "Wat is de hemel?". In de tekst van "Tell Me There's a Heaven" verzekert Rea haar dat er inderdaad een hemel is, ook al verklaart het niet de wreedheden die dagelijks over de hele wereld gebeuren. Rea zelf heeft echter ook twijfels, en wil dat iemand ook hém verzekert dat er een hemel is.
Het nummer werd een bescheiden hit op de Britse eilanden en bereikte een 24e positie in het Verenigd Koninkrijk. In het Nederlandse taalgebied bereikte de plaat geen hitlijsten.
In 1991 werd het nummer gebruikt in een reclame van de Britse kinderrechtenorganisatie NSPCC, waarin kindermishandeling aan de kaak wordt gesteld, en smoezen worden getoond die ouders als excuus gebruiken voor dat ze hun kind hebben mishandeld.